# Episodi di A tutto ritmo (seconda stagione)
La seconda stagione della serie televisiva A tutto ritmo viene trasmessa in prima visione assoluta negli Stati Uniti dal canale pay Disney Channel dal 18 settembre 2011 al 17 agosto 2012. In Italia la stagione viene trasmessa in prima visione dal canale Disney Channel dal 2 dicembre 2011 al 22 dicembre 2012.
L'episodio Ah sì? Questo lo chiami ballare? è considerato di fatto il primo episodio della stagione dal momento che nel primo episodio trasmesso (Di nuovo in sintonia) Rocky si riferisce all'episodio dell'aereo come una cosa già successa. Questo è confermato dai codici di produzione degli episodi.
| nº | Titolo originale       | Titolo italiano                  | Prima TV USA      | Prima TV Italia   |
| -- | ---------------------- | -------------------------------- | ----------------- | ----------------- |
| 1  | Shrink It Up           | Di nuovo in sintonia             | 18 settembre 2011 | 2 dicembre 2011   |
| 2  | Three's a Crowd It Up  | Fascino latino                   | 25 settembre 2011 | 9 dicembre 2011   |
| 3  | Shake It Up, Up & Away | Ah sì? Questo lo chiami ballare? | 2 ottobre 2011    | 25 gennaio 2012   |
| 3  | Shake It Up, Up & Away | Ah sì? Questo lo chiami ballare? | 2 ottobre 2011    | 26 gennaio 2012   |
| 4  | Beam It Up             | Teletrasportiamoci               | 9 ottobre 2011    | 16 dicembre 2011  |
| 5  | Doctor It Up           | Il grande Wazoo                  | 23 ottobre 2011   | 12 gennaio 2012   |
| 6  | Review It Up           | Una pessima recensione           | 6 novembre 2011   | 19 gennaio 2012   |
| 7  | Double Pegasus It Up   | Doppio pegaso                    | 13 novembre 2011  | 2 febbraio 2012   |
| 8  | Jingle It Up           | Un Natale per tutti              | 11 dicembre 2011  | 1º gennaio 2012   |
| 9  | Apply It Up            | All'accademia                    | 8 gennaio 2012    | 10 marzo 2012     |
| 10 | Parent Trap It Up      | Una proposta di matrimonio       | 25 marzo 2012     | 4 maggio 2012     |
| 11 | Whodunit Up?           | Gary Wilde nel mirino            | 15 aprile 2012    | 22 giugno 2012    |
| 12 | Tunnel It Up           | Su e giù nei sotterranei         | 13 maggio 2012    | 29 giugno 2012    |
| 13 | Protest It Up          | Protestiamo!                     | 20 maggio 2012    | 6 luglio 2012     |
| 15 | Reality Check It Up    | Dietro le quinte                 | 10 giugno 2012    | 14 settembre 2012 |
| 14 | Wrestle It Up          | Cece e i Dogers                  | 3 giugno 2012     | 13 luglio 2012    |
| 16 | Rock and Roll It Up    | Un tuffo nel passato             | 1º luglio 2012    | 20 luglio 2012    |
| 17 | Slumber It Up          | Pigiama Party da salvare         | 29 luglio 2012    | 28 settembre 2012 |
| 18 | Surprise It Up         | Festa a sorpresa                 | 5 agosto 2012     | 5 ottobre 2012    |
| 18 | Embarrass It Up        | Che figuraccia                   | 12 agosto 2012    | 12 ottobre 2012   |
| 20 | Made In Japan          | In Giappone                      | 17 agosto 2012    | 22 dicembre 2012  |

## Di nuovo in sintonia
- Titolo originale: Shrink It Up
- Diretto da: Joel Zwick
- Scritto da: Rob Lotterstein
- Canzoni Presenti: "Turn It On" "(Amber Lily)".

### Trama
CeCe e Rocky vanno da un terapeuta per ottenere una consulenza sulla loro amicizia, dato che le due amiche non hanno più l'intesa di una volta, anche nel ballo. Flynn e Ty decidono di provare a lavorare in un negozio testante giocattoli. Anche Günther e Tinka si cimentano in un lavoro, provano a fare delle cose buone, partendo da Deuce che alla fine cerca il modo di liberarsene.
Nota: si approfondisce di più la tragica storia del primo incontro tra Cece e Rock.

## Fascino latino
- Titolo originale: Three's a Crowd It Up
- Diretto da: Joel Zwick
- Scritto da: Jenny Lee
- Canzoni Presenti: "Just Wanna Dance" "(Geraldo Sandell e Ricky Luna)".

### Trama
Julio, un ballerino ospite dello show "Shake It Up, Chicago!", ha colpito CeCe, Rocky e Tinka; tutte e tre vogliono avere un appuntamento con lui. Le ragazze non sanno però di avere ottenuto un appuntamento con lo stesso ragazzo. Il giorno dopo si recano tutte da Crusty's Pizza Parlor, e una volta capito che uscivano tutte con lo stesso ragazzo si sfidano per scoprire chi piace davvero a Julio. Intanto Henry diventa professore nella classe di Flynn mentre Deuce ha una competizione con Dina sul lavoro.

## Ah sì? Questo lo chiami ballare?
- Titolo originale: Shake It Up, Up & Away
- Diretto da: Joel Zwick
- Scritto da: Rob Lotterstein (Parte 1) & Eileen Conn (Parte 2)
- Nota: L'episodio, in Italia, è stato mandato in onda anche in una versione intera il 28 gennaio 2012.
- Canzoni: "Bring The Fire" "(Ylwa)" e "Up and Away" "(Blush)".

### Trama
CeCe e Rocky vogliono andare in Alabama con il resto del cast di Shake It Up Chicago ma salgono prima su un autobus a Los Angeles per un provino per un reality show in modo che Rocky possa fare opere di carità per Shake It Up Cares, e rimangono bloccati in una stazione degli autobus in una piccola città del Texas. Dopo che il sindaco vede la danza delle ragazze ad una festa al Municipio, si chiede se vogliano ballare per la città di air-show. Tuttavia, scoprono che saranno balli sull'ala di un aereo della seconda guerra mondiale, mentre sono in aria ma alla fine si fanno coraggio assicurano il successo e il divertimento. Flynn si nasconde nel bagaglio a mano di Cece mentre Ty e Deuce si contendono un posto di lavoro nella pizzeria dello zio di Deuce.

## Teletrasportiamoci
- Titolo originale: Beam It Up
- Diretto da: Joel Zwick
- Scritto da: David Holden
- Canzone Presente: "Calling All The Monsters" "(China Anne McClain)".

### Trama
A Shake It Up Chicago! c'è una festicciola di Halloween. Durante la festa Rocky conosce un ragazzo travestito da D'Artagnan che ha un fratello travestito da gobbo. Rocky chiede a CeCe di uscire con il fratello insieme a lei e D'Artagnan. Cece non vuole ma visto che deve un favore a Rocky ci va. Intanto Flynn e Henry fanno dolcetto scherzetto e incontrano un ragazzino che Flynn pensa essere un alieno. Tra le caramelle raccolte Flynn sogna che questo bambino sia realmente un alieno e che lo abbia rapito per raccogliere caramelle (fonte di energia per il pianeta dell'alieno). All'appuntamento per Cece va tutto bene perché il gobbo si rivela un ragazzo molto carino mentre per Rocky no perché D'Artagnan è ancora in costume (medievale) che rivela essere il suo tipo di abbigliamento da tutti i giorni. Rocky vorrebbe andare via ma Cece non sarebbe andata via se Rocky non avesse ammesso che lei aveva ragione e che D'Artagnan era strano. Così vanno tutti e quattro a casa dove D'Artagnan vuole recitare e fa travestire Rocky da principessa. Alla fine l'orologio di D'Artagnan suona e Rocky pensa che sia il suo (tutti e due avevano programmato tre ore per l'appuntamento, D'Artagnan era stato costretto ad andare all'appuntamento dal fratello poiché usciva solo con ragazze da fiera rinascimentale). I due fratelli se ne vanno e Rocky ammette che Cece aveva ragione. Intanto il ragazzino si rivela non essere un alieno.

## Il grande Wazoo
- Titolo originale: Doctor It Up
- Diretto da: Joel Zwick
- Scritto da: Jeff Strauss
- Canzoni Presenti: "Dance For Life" "(Adam Hicks e Drew Seeley)".

### Trama
Il padre di Rocky torna da un viaggio, ma non sa che Rocky fa parte dello show "Shake It Up, Chicago!". Egli vuole che i suoi figli diventino dottori, come lo erano stati lui e suo padre. Ma Rocky vorrebbe diventare una ballerina, e Ty vorrebbe diventare un rapper. Quando il padre scopre le loro intenzioni si arrabbia e proibisce loro di continuare ciò che stavano facendo. I due fratelli però troveranno il modo per far capire al padre quanto loro amino fare ciò che fanno. Questo modo consiste nel"portare il cavallo all'acqua", anche seCece suggerisce di dare una botta in testa al padre di Rocky e di legarlo e imbavagliarlo finché non avrebbero preso la patente. Nel frattempo Deuce rompe "il grande Wazoo", gioco dello zio che da dei consigli a chi inserisce le monete e rimpiazza Wazoo con Flynn.

## Una pessima recensione
- Titolo originale: Review It Up
- Diretto da: Joel Zwick
- Scritto da: David Holden
- Canzoni Presenti: "Critical" "(TKO & Nevermind)".

### Trama
Quando un blogger di intrattenimento di nome Andy Burns dà a "Shake It Up, Chicago!" una recensione negativa, CeCe e Rocky cercano di convincerlo che la loro danza merita una recensione positiva. Nel frattempo, Deuce e Dina ricevono cattivi consigli su come festeggiare il loro anniversario.

## Doppio pegaso
- Titolo originale: Double Pegasus It Up
- Diretto da: Joel Zwick
- Scritto da: David Tolentino
- Canzoni Presenti: "Overtime" "(Robyn Newman)".

### Trama
Rocky e CeCe incontrano il loro idolo, Theodore Vanglorious, un coreografo famoso che molti anni prima ha creato un passo chiamato "Doppio pegaso". Le ragazze scoprono che l'uomo vive in una vita poco glamour, che ha rinunciato alla danza e che non ha il coraggio di fare altre coreografie per lo spettacolo. Cercano quindi di convincerlo a partecipare ad una puntata di "Shake it up, Chicago!" per farlo rientrare nel mondo della danza. Nel frattempo, zio Frank affida a Deuce le chiavi del registratore di cassa del Crusty's, ma lui le perde.

## Lezioni di danza
- Titolo originale: Camp It Up
- Diretto da: Joel Zwick
- Scritto da: Eileen Conn
- Canzoni Presenti: "Make Your Mark" "(Drew Ryan Scott)", "Bling Bling" "(Cindy Wagner)" e "Twist My Hips" "(Tim James & Nevermind)".

### Trama
Per guadagnare soldi per un campo di danza lungo una settimana, Rocky e CeCe decidono di dare un loro piccolo corso di danza per bambini in casa di CeCe. Intanto Flynn si innamora di una bambina conosciuta al campo. Il campo risulta un successo, ma arriva Larry Diller, un famoso avvocato che chiede a Rocky e CeCe di partecipare al corso. Le due ballerine decidono di accettarlo nonostante sia un adulto, ma l'uomo gli crea dei problemi. Nel frattempo, Ty e Tinka competono in una gara di ping pong e alla fine Ty perde ogni partita con Tinka.

## Un Natale per tutti
- Titolo originale: Jingle It Up
- Diretto da: Ellen Gittelsohn
- Scritto da: Eileen Conn
- Canzoni Presenti: "Jingle Dub".

### Trama
CeCe va al centro commerciale con Rocky per acquistare il regalo di Natale per sua madre, ma dopo aver trovato una borsa a suo giudizio bellissima e che desiderava fin da piccola, rimane combattuta tra il desiderio di tenere la borsa e di far felice la madre. Per fortuna sceglie quest'ultima cosa. Intanto Rocky cerca di trovare un videogioco chiesto in una lettera da un povero bambino e, disperata, lo chiede a Deuce, che nel mentre cerca un modo per dire a Dina che è stonata e che può continuare a cantare nel suo coro natalizio. La mattina di Natale tutti sono felici, compreso Flynn, e Cece, che si è vista regalare quella borsa dalla mamma. Proprio a quest'ultima arriva una telefonata dalla centrale: in una casa, dei ladri hanno rubato tutti i regali. Allora tutti decidono di donare qualcosa, perfino CeCe.

## All'accademia
- Titolo originale: Apply It Up
- Diretto da: Joel Zwick
- Scritto da: David Holden
- Canzoni Presenti: "Something to Dance For" "(Zendaya)".

### Trama
CeCe e Rocky vogliono fare un provino per la prestigiosa accademia di Chicago "Chicago Fine Art"; entrambe vengono ammesse, ma a CeCe viene concessa una borsa di studio dato che la sua famiglia vive con un solo stipendio, mentre Rocky no, dato che entrambi i suoi genitori lavorano. Purtroppo Rocky non può quindi permettersi la scuola, ma con CeCe cerca di ottenere una borsa di studio. Nel frattempo, Flynn e Henry scoprono, grazie a dei calcoli fatti da Henry, che un asteroide sia diretto verso la Terra. Vogliono perciò avvisare la NASA.

## Processo in diretta
- Titolo originale: Judge It Up
- Diretto da: Ellen Gittelsohn
- Scritto da: Eileen Conn
- Canzoni Presenti: "TTYLXOX" "(Bella Thorne)".
- Special Guest Star: Loretta Devine (il giudice)

### Trama
Gunther e Tinka si rifiutano di pagare a causa di una scommessa Rocky e CeCe per l'esecuzione di ballo alla festa di Klaus il cugino di gunther e tinka così le ragazze decidono di andare in televisione nel programma "Foro dei giovani". Gunther e Tinka credono che Rocky e CeCe non andranno così bene come dovrebbe e affermano che hanno rovinato la festa per Klaus. Gunther e Tinka sostengono che si sono mangiati tutta la torta. Rocky e CeCe pensano che Gunther e Tinka hanno rovinato la festa perché credono che la colpa sia di Klaus. Rocky e CeCe sostengono anche che Tinka abbia rovinato la torta e messa in faccia a Klaus. Non appena il giudice Marsha stava per chiudere il caso, Deuce arriva con un video di sorveglianza del Crusty. Il video ha mostrato che in realtà, la festa la rovinata Klaus, Gunther e Tinka restituiscono i soldi in centesimi a CeCe e Rocky, come promesso. Nel frattempo, Henry l'amico di Flynn vuole insegnare a Flynn come andare in bicicletta dopo aver scoperto che non sa andarci e che credeva che fosse un ladro di quartiere. Flynn scopre poi che Henry lo ha indotto a pensare che ha guidato la moto per tutto il tempo, ma in realtà Henry ha attrezzato la moto in modo tale che Flynn non possa cadere.

## Una proposta di matrimonio
- Titolo originale: Parent Trap It Up
- Diretto da: Joel Zwick
- Scritto da: Jeff Strauss
- Canzoni Presenti: "Aaja Na" "(Melinda S.)".
- Guest star: Tyra Banks (La signora Burke)

### Trama
Quando Rocky è convinta che il padre di CeCe sta cercando di corteggiare la madre di CeCe, lei cerca di pianificare la loro relazione basata sul libro. CeCe non ci crede in un primo momento, ma quando trova un anello, le ragazze pensano che sta per sposare la madre. Con l'aiuto della signora Burke, hanno trovato un piano per andare a "Shake It Up, Chicago!", per ricreare il loro primo appuntamento con un tema "Bollywood". Alla fine, le ragazze scoprono che il padre non sta dichiarando una proposta di matrimonio, ma invece ha una fidanzata che vive in Florida. Dopo Rocky si sente un po' in colpa per non aver conosciuto la fidanzata del padre di CeCe e si scusa con CeCe. Nel frattempo, Ty e Deuce cercano di andare in un doppio appuntamento con Dina e Gina al Crusty's, ma scoprono che Dina e Gina hanno avuto un rivalità da piccole. Dopo Ty e Deuce si affrontano, dicendo che sono sempre in competizione uno contro l'altro. Ma Dina e Gina realizzano i propri errori e diventano amici.

## Al centro dell'old west.
- Titolo originale: Country It up
- Diretto da: Alfonso Ribeiro
- Scritto da: David Tolentino

### Trama
Wade racconta a Cece, Rocky e Flynn la storia di uno sceriffo alla ascesa del west, alla protezione di un'incantevole fanciulla e una battaglia con un nemico molto tosto. Ed è letteralmente loro ai tempi della contea. Nel frattempo, Ty ama Gloria, una ragazza straniera che parla solo spagnolo. Così chiede a Deuce di essere il suo traduttore. Ma quando Deuce stava traducendo per lui, a Gloria non piace Ty, ma Deuce. Alla fine, Deuce mente a Ty sulla traduzione e fa in modo che a Ty non le piaccia più.
[La puntata si ambienta soprattutto nei flashback raccontati da Wade, e tutto il cast è vestito come si vestivano nel 1812].

## Gary Wilde nel mirino
- Titolo originale: Whodunit Up
- Diretto da: Joel Zwick
- Scritto da: Darin Henry
- Canzoni presenti: "Whodunit" "(Coco Jones & Adam Hicks)"

### Trama
Quando un presunto fantasma minaccia di chiudere "Shake It Up, Chicago!", CeCe, Rocky e Wade insieme a Gunther e Tinka cercano di smascherare il colpevole. Alla fine viene rivelato il colpevole che sarebbe il primo presentatore dello studio "Snappy Sammy" travestito da inserviente. Nel frattempo, Deuce aiuta Ty cercando di scoprire il suo ammiratore segreto.

## Su e giù per i sotterranei
- Titolo originale: Tunnel It Up
- Diretto da: Joel Zwick
- Scritto da: Jenny Lee
- Canzoni presenti: "A Space In The Stars" "(Drew Seeley)".

### Trama
CeCe, Rocky e Tinka devono andare ad un ballo scolastico e fare uno show speciale allo studio, le ragazze entusiaste all'inizio, si demoralizzano quando scoprono che gli orari sono gli stessi. Le tre ragazzr allora scogitano un piano per far sì che facciano entrambe le cose. Nel frattempo, Dina è stressata essendo la organizzatrice del ballo scolastico e il fotografo se n'è andato, allora Deuce l'aiuta assumendo Flynn come fotografo.

## Protestiamo!
- Titolo originale: Protest It Up
- Diretto da: Joel Zwick
- Scritto da: Cat Davis
- Canzone Presente: "Show Ya How" "(Kenton Duty e Adam Irigoyen")

Rocky e CeCe cercano di protestare contro il preside, per non far indossare agli studenti le uniformi scolastiche; gli unici felici di ciò risultano Gunther e Tinka che, non dovendo più perdere ore a scegliere cosa indossare, cercano nuovi hobby.

## Una dura lotta
- Titolo originale: Dodge It Up
- Diretto da: Joel Zwick
- Scritto da: Jenn Lloyd & Kevin Bonani
- Canzone Presente: "Critical" "(TKO & Nevermind)"

### Trama
Wade vorrebbe che Cece entri a fare parte nella sua nuova squadra di Dodgeball ma la mamma di quest'ultima non glielo permette solo per piacere, ma lei accetta e insieme con il sostegno di Rocky riescono a vincere entrambi i due round, Quando delle ragazze scendono al Crusty vengono attirate da Duce. Duce alla fine lascia Dina per flirtare con le ragazze. Ma dopo un po', le ragazze ignorano Duce, così inizia a scusarsi con Dina, però lei ha un nuovo fidanzato: Kevin. Duce tenta di riconquistarla, così farà una dura lotta con Kevin, ma Dina lo costringe a non correre questo rischio. Alla fine, Dina voleva rederlo solo geloso, ma Kevin vuole finire la lotta, ma Dina lo lascia subito.
Special guest: Kira Kosarin

## Dietro le quinte
- Titolo originale: Reality Check It Up
- Diretto da: Joel Zwick
- Scritto da: Jenny Lee
- Canzoni presenti: "Total Access" (Nevermind, TKO & SOS); "Don't Push Me (Coco Jones); "Moves Like Magic" (Adam Tret)

### Trama
Uno show televisivo sta facendo uno speciale su "Shake It Up, Chicago" e allora tutti vanno a vederlo a casa di Cece, lo show fa sembrare Rocky una diva, Cece innamorata di Gunther e Tinka il cuore e l'anima dello show. Così tutti se ne vanno facendo rimanere solo Cece e Rocky. Ma Wade decide escogitare un suo piano per fare capire ai produttori che hanno stra torto senza però dire niente alle ragazze.

## Un tuffo nel passato
- Titolo originale: Rock and Roll It Up
- Diretto da: Roger Christiansen
- Scritto da: Jenn Lloyd & Kevin Bonani
- Canzoni presenti: Our Generation, Sixteen Girls, American Jukebox Theme

### Trama
Rocky e Cece dopo aver incontrato la nonna di Gary si fanno raccontare la storia di American Jukebox, e che grazie a lei e la sua amica è nato Shake It Up, Chicago!. Successivamente si vede come ha origine il motto di Gunther e Tinka.

## Pigiama Party
- Titolo originale: Slumber It Up
- Diretto da: Roger Christiansen
- Scritto da: Jenny Lee
- Canzoni presenti: "Where's the Party"

### Trama
CeCe organizza un pigiama party con Rocky, Tinka e Dina nel suo appartamento. Nel frattempo, Ty, Deuce, Gunther e Flynn vanno alla ricerca di tesori sepolti, ma finiscono per ascoltare le discussioni delle ragazze.

## Festa a sorpresa
- Titolo originale: Surprise It Up
- Diretto da: Alfonso Ribeiro
- Scritto da: David Holden & Jeff Strauss
- Canzoni presenti: "Surprise" (TKO & Nevermind)

### Trama
CeCe cerca di scoprire cosa ha in mente Rocky per il suo compleanno, ma quando Gunther le dice di andare con lui al funerale del suo postino, lei pensa che questa è la sorpresa di Rocky e Wade cerca di starle accanto. Nel frattempo, i ragazzi incontrano un cugino identico a Deuce e Rocky si innamora di lui. Rocky pensa di baciare Harrison, ma scopre che ha baciato Deuce e non il cugino. Dina gli dice che se Harrison è attraente, anche Deuce è attraente. Alla fine, Rocky e i ragazzi fanno le sorprese di compleanno a CeCe, e scopre che Gunther è li con loro. Rocky cerca di fare uno scherzo a Dina, facendogli dare un bacio a Harrison al Crusy. Ma Harrison è già tornato a Boston, così Rocky bacia Deunce ancora una volta. Dopo aver detto una barzelletta divertente su un Salvatore, Flynn cerca di curare il singhiozzo di Ty.

## Che figuraccia!
- Titolo originale: Embarrass It Up
- Diretto da: Joel Zwick
- Scritto da: Eileen Conn
- Canzoni presenti: "The Star I R" (Caroline Sunshine)

### Trama
Durante lo show nello studio di Shake It Up, CeCe libera aria in diretta TV e si imbarazza molto, mentre Rocky durante l'intervista per Good Morning Chicago, starnutendo, fa in modo che la telecamera sia piena di muco. Così Flynn e Ty prendono in giro le ragazze dopo aver visto le loro figuracce in televisione e ne fanno anche dei video ma Wade, arrabbiatissimo, si ribella, e riesce ad impedire che lo facciano ancora. CeCe e Rocky, vanno al torneo di mini golf, vinto da CeCe e tutti dimenticandosi delle sue figuracce la applaudono. Alla fine, si scopre che anche Ty e Flynn hanno fatto delle figuracce attraverso le telecamere di CeCe, e lei e Wade per vendicarsi le postano prendendoli completamente in giro.
[Inoltre nella puntata, durante il ballo di CeCe e Rocky, si può notare sulla tutina delle ragazze lo stemma del Borussia Dortmund, squadra di calcio tedesca, ovvero BVB 09.]

## In Giappone
- Titolo originale: Made in Japan
- Diretto da: Joel Zwick
- Scritto da: Rob Lotterstein
- Canzoni presenti: Fashion Is My Kriptonite, Made In Japan, The Same Heart, Total Access, Don't Push Me, Show Ya How, Calling All the Monsters, Shake It Up

### Trama
I ragazzi di Shake It Up vincono un concorso e vanno in Giappone dove CeCe crede che lei e Rocky sarebbero diventate famose. Per la sua paura di volare, CeCe porta Rocky da Shelly, un'ipnotizzatrice, che, oltre a far in modo che Rocky volasse senza paura, le ordina di seguire il volere di CeCe ogni volta che lei le avrebbe accarezzato il braccio e detto "sali a bordo". Così CeCe, Rocky, Wade, Ty, Flynn, Gary, Ghünter, Tinka, Giorgia e Henry partono per il Giappone, posto in cui tutta la famiglia ha un sogno da realizzare: Giorgia vuole incontrare un suo vecchio amico di penna, Ty conoscere una ragazza, Ghünter e Tinka comprare vestiti, Rocky visitare ogni monumento, CeCe diventare famosa e Wade che le fa da guardia del corpo facendole passare delle ansie, Flynn di scoprire il paradiso dei water e Henry di vincere la gara di androidi con il suo: Andy. Arrivati a Tokyo Ghünter e Tinca perdono le valigie ma comprano vestiti di origini Giapponesi. I ragazzi fanno la conoscenza del Signor Watanabe e dei suoi nipoti che inventano un'applicazione che promuove il gioco di danza. Il loro nonno non vuole ascoltarli ma i due la pubblicano lo stesso. CeCe e Rocky ottengono un contratto dal Sng. Watanabe ma Rocky lo contraddice riguardo all'applicazione e così lui annulla il loro contratto e il gioco su cui Gary gli fa cambiare idea a patto che eliminasse le due ragazze da Shake It Up. Di conseguenza la famiglia viene cacciata dalla suite e devono trovare una soluzione anche per tornare a casa. Successivamente Rocky scopre della manipolazione su CeCe e rompe la loro amicizia. Nel frattempo Tinka viene arrestata per aver colpito per sbaglio un poliziotto ma grazie a CeCe a Rocky e a Wade i poliziotti decidono di mettere su un aereo sia Ghünter che Tinka. CeCe e Rocky fanno pace e riottengono il posto in Shake It Up ed anche la possibilità di esibirsi di fronte ad una platea di 5000 persone. L'applicazione dei 2 nipoti conteneva un virus che, grazie a Henry, che non aveva installato l'applicazione, e a Andy, l'androide, il virus viene cancellato. Sfortunatamente l'intero Giappone associa Cece e Rocky troppo strettamente al virus e quindi appena salgono sul palco cominciano i fischi. Le due però non si scoraggiano anche con Wade che crede in loro e così cantano la canzone "Made in Japan" dimostrando al Sng. Watanabe, all'intero Giappone e a tutto il mondo di che pasta sono fatte. 